# Perseguição nazista à Igreja Católica na Polônia

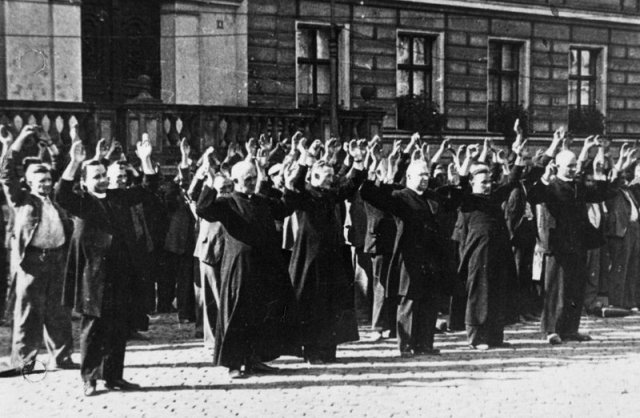
Execução pública de sacerdotes e civis poloneses na Antiga Praça do Mercado, em Bydgoszcz, em 9 de setembro de 1939

A Igreja Católica na Polônia foi brutalmente reprimida pelos nazistas durante a Ocupação alemã da Polônia (1939-1945). A repressão da Igreja foi mais intensa em áreas da Polônia anexadas pela Alemanha Nazista, onde as igrejas eram sistematicamente fechadas e a maioria dos sacerdotes foram mortos, presos ou deportados. Em toda a Polônia, milhares de sacerdotes morreram em prisões e campos de concentração; milhares de mosteiros e igrejas foram confiscados, fechados ou destruídos; e inestimáveis obras de arte sacra e objetos sagrados foram perdidos para sempre. Os líderes da igreja eram alvos, como parte de um esforço maior para destruir a cultura polonesa. Pelo menos 1.811 representantes do clero polonês morreram em campos de concentração nazistas. Aproximadamente 3.000 sacerdotes foram mortos no tal. Os planos de Hitler germanizar o leste europeu não tinham lugar para as Igrejas Católicas.
Os enormes crimes infligidos contra o catolicismo polonês ocorreram no contexto mais amplo dos crimes nazistas contra os poloneses sob o Generalplan Ost, implantando uma política geral que, eventualmente, eliminaria a Polônia. Adolf Hitler afirmou, em agosto de 1939, que ele as forças Totenkopf deveriam "matar sem piedade ou misericórdia todos os homens, mulheres e crianças de ascendência ou língua polaca."

## Contexto
O catolicismo teve uma presença na Polônia que remonta há quase 1.000 anos. O historiador Richard J. Evans escreveu que a Igreja Católica foi a instituição que, "mais do que qualquer outro, apoiou a identidade nacional  polonesa ao longo dos séculos". Em 1939, cerca de 65% dos poloneses afirmavam ser católicos. A invasão da predominantemente católica Polônia pela Alemanha Nazista, em 1939, iniciou a Segunda Guerra Mundial. A Grã-Bretanha e a França declararam guerra à Alemanha como resultado da invasão, enquanto a União Soviética invadia a metade oriental da Polônia, em conformidade com um acordo com Hitler. A Igreja Católica na Polônia estava prestes a enfrentar décadas de repressão, por parte não apenas dos nazistas, mas também dos comunista.

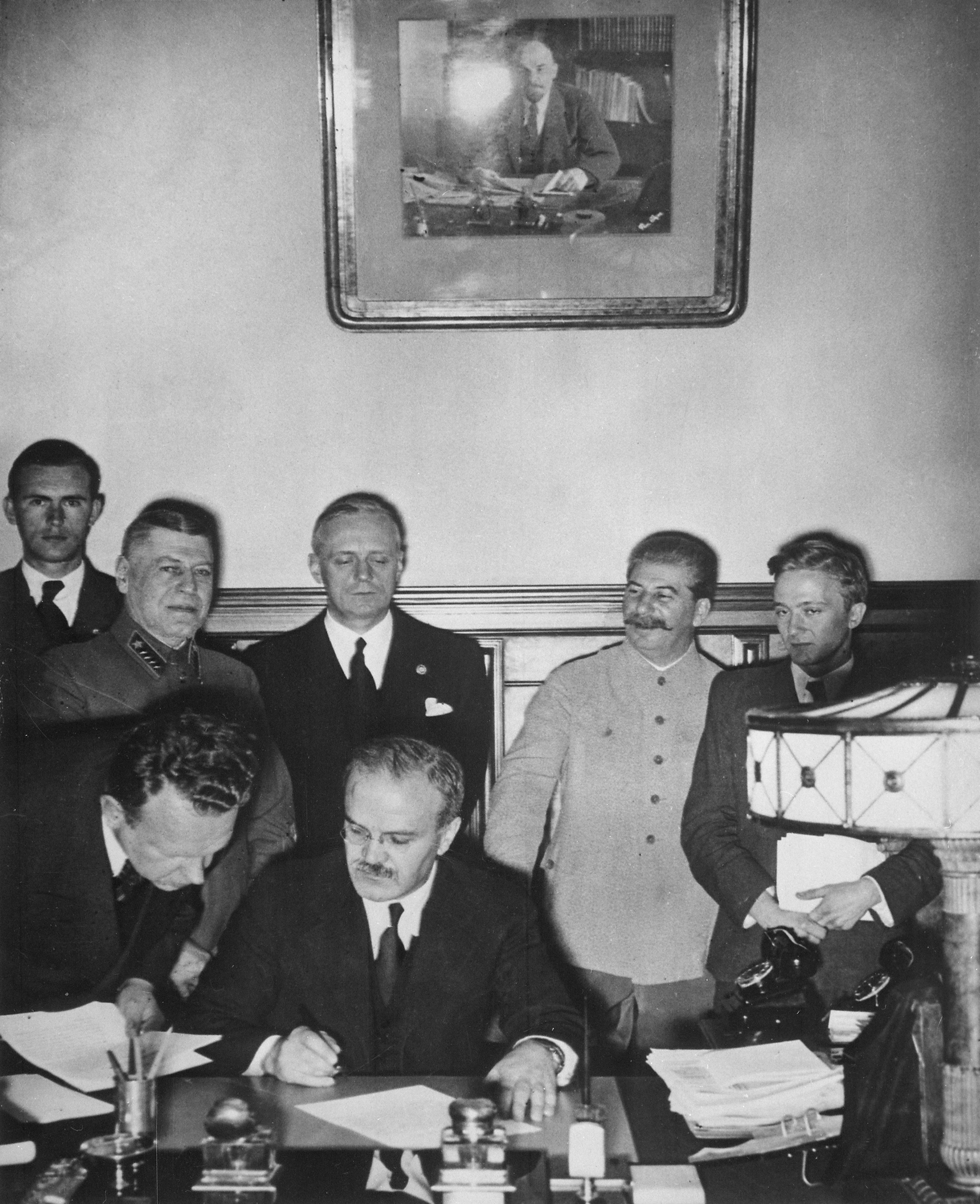
O Primeiro-Ministro soviético Vyacheslav Molotov assinando o Pacto Molotov–Ribbentrop. Atrás dele estão (à esquerda) o Ministro do Exterior alemão, Joachim von Ribbentrop, e (à direita) Joseph Stalin. O Pacto criou uma aliança nazi-soviética e selou o destino da Polônia.

AAlemanha nazista invadiu a Polônia pelo oeste, em 1º de setembro de 1939, iniciando um período de ocupação brutal. A ideologia nazista visava o extermínio dos judeus da Polônia e categorizava os poloneses (principalmente os católicos) como uma raça inferior. Os judeus foram reunidos em guetos ou enviados para campos de extermínio. Intelectuais poloneses também foram alvo de eliminação, com o assassinato de sacerdotes e políticos em uma campanha de terror. O trabalho forçado foi também amplamente utilizado. O Exército Vermelho invadiu a Polônia pelo oriente, em 17 de setembro de 1939. Os Soviéticos também foram responsáveis pela repressão de poloneses católicos, com ênfase nos "inimigos de classe". A Operação Barbarossa, o ataque alemão à União Soviética, foi lançada em junho de 1941, quebrando o pacto de não-agressão Nazi-Soviético e deixando o leste da Polônia sob a dominação Nazista. Norman Davies escreveu:
Adolf Hitler odiava a Polônia com um objetivo. A Polônia estava no coração do "Lebensraum" nazista, o "espaço vital" ideológico no qual a Alemanha estava ansiosa para se expandir. Além disso, era habitada por uma mistura de eslavos e judeus, ambos classificados nos manuais nazistas como "Untermenschen", ou subumanos ... [-] Hitler ordenou especificamente que seus asseclas agissem com grande crueldade.— Norman Davies; Rising '44: the Battle for Warsaw
O plano nazista para a Polônia envolvia a destruição da nação polonesa. Isso requeria atacar a igreja polonesa, particularmente nas áreas anexadas pela Alemanha. De Acordo com o biógrafo de Hitler Ian Kershaw, em seu esquema para a germanização da Europa Oriental, Hitler deixou claro que não haveria "nenhum lugar nesta utopia para as Igrejas Cristãs". Historicamente, a Igreja Católica tinha sido uma força de liderança no nacionalismo polonês contra a dominação estrangeira, assim, os nazistas visavam oclero, monges e freiras em suas campanhas de terror para eliminar a cultura polonesa. A ideologia nazista era hostil ao cristianismo e Hitler desprezava os ensinamentos da Igreja Católica. O deputado e secretário particular do Führer, Martin Bormann, era firmemente anticristão, assim como o filósofo nazista oficial, Alfred Rosenberg. Em seu livro "O Mito do Século XX", publicado em 1930, Rosenberg escreveu que os principais inimigos dos alemães eram os "russos tártaros" e  os "semitas", abarcando os cristãos, especialmente a Igreja Católica:

### Divisão da Polônia
O controle militar alemão na Polônia durou até 25 de outubro de 1939. En seguida, a Alemanha anexou diretamente territórios poloneses ao longo da fronteira alemã leste: Prússia Ocidental, Poznań, Alta Silésia, e a cidade de Danzig. O restante da Polônia ocupada ficou sob a administração do chamado Generalgouvernement (Governo Geral) - um "mini-estado controlado pela" sob controle da SS e do advogado nazista Hans Frank, o qual, escreveu Davies, "tornou-se um laboratório sem leis da ideologia racial nazista" e, após um tempo, a base para os principais campos de concentração nazistas. No entanto, nessas regiões a política nazi em relação à Igreja foi menos severa do que nas regiões anexadas.

## Perseguições

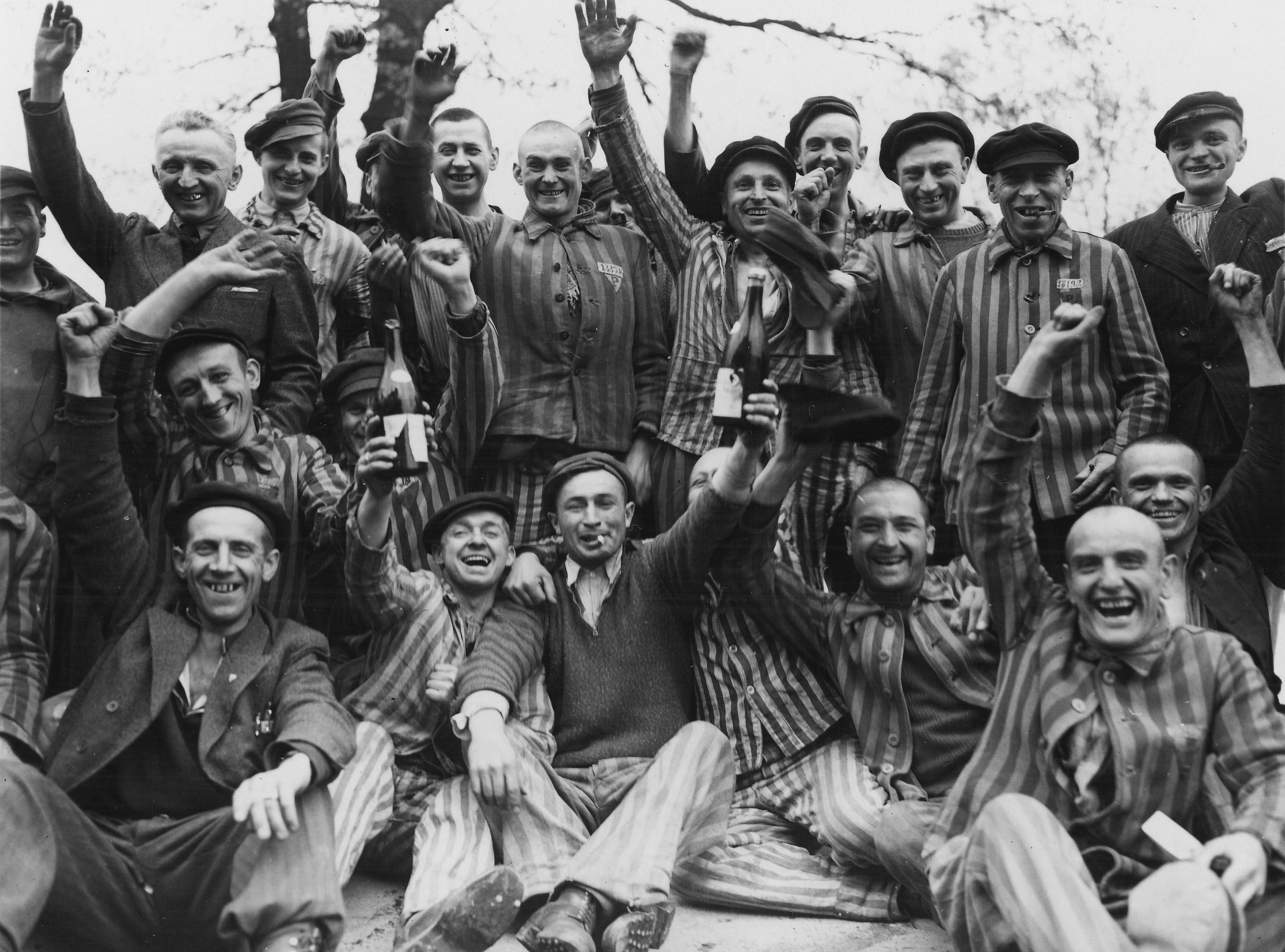
Prisioneiros poloneses no campo de concentração de Dachau brindam sua libertação do campo. Os poloneses constituíam o maior grupo étnico do campo.

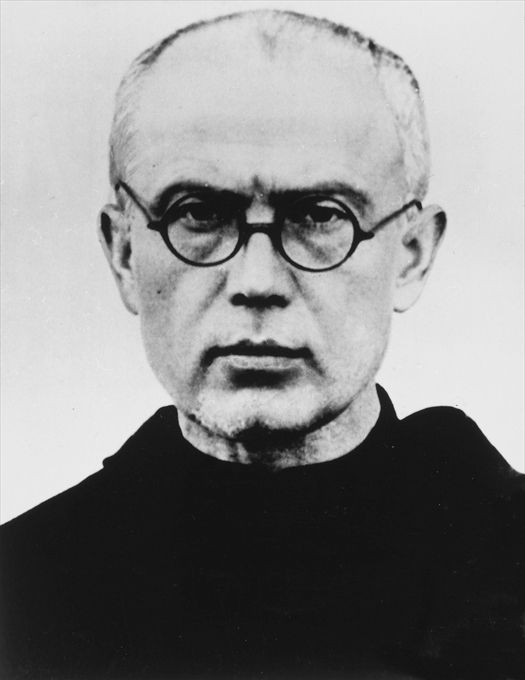
O fransicano polonês Maximillian Kolbe morreu em Auschwitz.

### Visando intelectuais e o clero
De acordo com Norman Davies, o terror nazista foi "muito mais feroz e mais prolongado na Polônia do que em qualquer lugar na Europa." A ideologia nazista via os "polacos" - a maioria católica - como "sub-humanos". Após a invasão de 1939, os nazistas instigaram uma política de genocídio contra a minoria judia da Polônia,  e de assassinato ou supressão das elites locais, incluindo líderes religiosos. Durante a invasão de 1939, esquadrões da morte da SS e da polícia prenderam ou executaam aqueles considerados capazes de resistir à ocupação: incluindo profissionais, clérigos e funcionários do governo.
No verão seguinte, a A-B Aktion (Operação Extraordinária de Pacificação) capturou vários milhares de poloneses intelectuais por meio da SS, e muitos sacerdotes foram executados pelo Governo Geral do setor. Sobre o breve período de controle militar, entre 1 de setembro de 1939 – 25 de outubro de 1939, Davies escreveu: "de acordo com uma fonte, 714 execuções em massa foram realizadas, e 6.376 pessoas, principalmente os Católicos, foram baleadas. Outros colocam o número de mortes em apenas uma cidade, em 20.000. Era um sinal das coisas por vir."
Em 1940, Hitler proclamou: "Os poloneses podem ter apenas um mestre – um alemão. Dois mestres não podem existir lado a lado, e é por isso que todos os membros da intelectualidade polonesa devem ser mortos". De acordo com Craughwell, entre 1939 e 1945, cerca de 3.000 membros (18%) do clero polonês foram assassinados; destes, 1.992 morreram em campos de concentração. (a Encyclopædia Britannica cita 1.811 sacerdotes poloneses mortos nos campos de concentração nazistas)
Em 16 e 17 de novembro de 1940, a Rádio Vaticano relatou que a vida religiosa para os católicos na Polônia continuava brutalmente restrita e que, pelo menos, 400 clérigos foram deportados para a Alemanha nos últimos quatro meses:
As Associações Católicas no Governo Geral também foram dissolvidas, as instituições educacionais católicas foram fechadas e professores católicos foram reduzidos ao mínimo necessário ou foram enviados para campos de concentração. A imprensa católica ficou impotente. Na parte incorporada ao Reich, e especialmente em Posnania, os representantes dos padres e das ordens católicas foram emprisionados em campos de concentração. Em outras dioceses, os sacerdotes foram colocados na prisão. Áreas inteiras do país foram privadas de todas as ministrações espirituais e os seminários da igreja foram dispersos.— Rádio Vaticano, novembro de 1940
Entre 150.000 e 180.000 civis, e milhares de insurgentes capturados os foram mortos na repressão da revolta. Até o final de setembro de 1944, combatentes da resistência polonesa não eram considerados pelos alemães como combatentes; assim, quando capturados, eram sumariamente executados. 165.000 sobreviventes civis foram enviados para campos de trabalho, e 50.000 foram enviados para campos de concentração,[131], enquanto a cidade em ruínas era sistematicamente destruída. Reinefarth nunca foi julgado por seus crimes cometidos durante a repressão da revolta. (O pedido polonês de extradição do anistiado Wilhelm Koppe da Alemanha foi também recusado.)

### Regiões anexadas

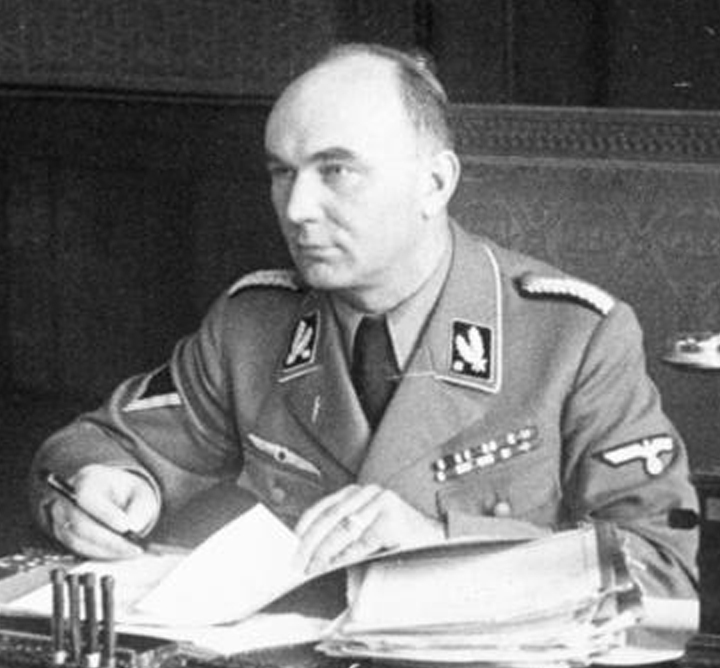
Arthur Greiser, o Reichsstatthalter de Wartheland, conduziu um ataque radical na Igreja Católica. Ao final de 1941, o polonês Igreja havia sido proibida em Wartheland

A política nazi em relação à Igreja era mais severas nos territórios anexados à Alemanha, onde os nazistas sistematicamente desmantelavam a Igreja, prendendo seus líderes, exilando seus clérigos, fechando igrejas, mosteiros e conventos. Muitos sacerdotes foram assassinados. As áreas anexadas incluíam a arquidiocese católica de Gniezno-Poznań e as dioceses de Chełmno, Katowice e Włocławek, e partes da diocese de Czestochowa, Kielce, Cracóvia, Łomża, Łódź, Płock e de Varsóvia, que seriam germanizadas. Nessas áreas, a Igreja polonesa deveria ser completamente erradicada, embora alemães católicos  poderiam permanecer ou se estabelecer lá.
Hitler pretendia usar a Polônia como uma colônia de povoamento para os alemães. O "racialmente inferiores" poloneses deveriam ser evacuados para liberar espaço para os colonos alemães. Após a derrota da Polônia Heinrich Himmler foi nomeado Comissário do Reich para o Fortalecimento da Raça Alemã. A germanização das regiões anexadas começou em dezembro de 1939, com a deportação de homens, mulheres e crianças. Na Wartheland, o líder regional Arthur Greiser, com o incentivo de Reinhard Heydrich e Martin Bormann, lançou um grave ataque à Igreja Católica. Suas propriedades e os fundos foram confiscados, e suas organizações foram fechadas. Evans escreveu que "numerosos clérigos, monges, diocesanos, administradores e funcionários da Igreja foram presos, deportados para o Governo Geral, removidos para um campo de concentração no Reich, ou simplesmente executados. Ao todo, cerca de 1.700 sacerdotes poloneses acabaram no campo de concentração de Dachau: metade deles não sobreviveu à prisão." O chefe administrativo de Arthur Greiser, August Jager havia liderado um esforço anterior de nazificação da Igreja Evangélica na Prússia. Na Polônia, ele ganhou o apelido de "Kirchen-Jager" (Caçador de Igrejas) por sua hostilidade para com a Igreja. "Ao final de 1941", escreveu Evans, "a Igreja Católica polaca tinha sido efetivamente proibida na Wartheland. Foi mais ou menos germanizada em outros territórios ocupados, apesar de uma encíclica emitido pelo Papa, como início de 27 de outubro de 1939 protestando contra essa perseguição."
Na Prússia Ocidental, 460 de 690 padres poloneses foram presos; os sobreviventes simplesmente fugiram; apenas 20 ainda atuavam em 1940. Dos presos, 214 foram executados; o resto foi deportado para o Governo Geral. As mortes foram numerosas em todos os lugares: na Breslávia, 49,2% do clero estava morto; em Chełmno, 47,8%; em Łódź, 36,8%; em Poznań, 31,1%. Na diocese de Varsóvia, 212 clérigos foram assassinados; em Vilnius, 92; em Lwów, 81; na Cracóvia, 30; em Kielce, 13. As freiras tiveram um destino semelhante, cerca de 400 foram presas no campo de concentração de Bojanowo . Muitos seminaristas e freiras eram recrutados como trabalhadores forçados. Em Poznań, apenas duas igrejas não foram fechadas ou reaproveitadas; em Łódź, apenas quatro permaneceram abertas.
O alto clero polonês não foi isento de repressão; alguns foram forçados a se aposentar, enquanto outros foram simplesmente presos ou até executados. Entre esses, os Bispos Marian Leon Fulman, Władysław Goral, Michał Kozal, Antoni Julian Nowowiejski e Leon Wetmański foram enviados para campos de concentração, com Goral, Nowowiejski, Kozal e Wetmański perecendo em Sachsenhausen, Dachau, Soldau e Auschwitz, respectivamente.

### Relatório docardeal Hlond

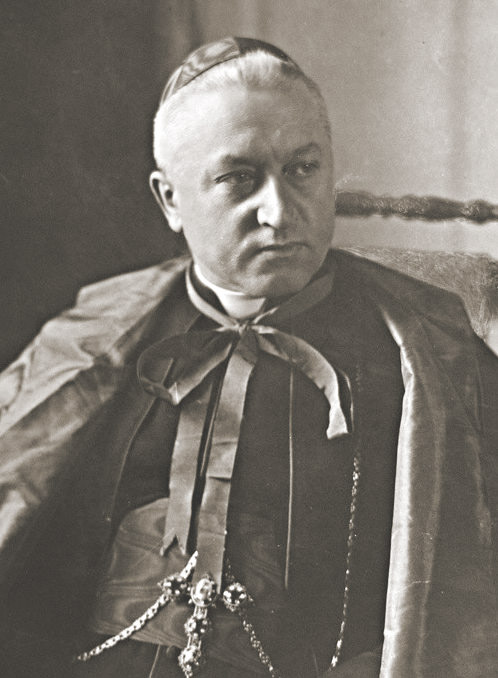
O Primaz da Polônia, Cardeal August Hlond, avisou o Papa que o "hitlerismo visa a sistemática e total destruição da Igreja Católica" nos territórios da Polônia anexados pela Alemanha.

Após a invasão, o Primaz da Polônia, Cardeal August Hlond, apresentou um relatório oficial sobre as perseguições à Igreja polonesa para o Vaticano. Ele relatou a apreensão de bens da igreja e de abuso de padres e freiras na Arquidiocese de Gniezno:
Muitos padres estão presos, sofrem humilhações, golpes, maus-tratos. Um certo número foi deportado para a Alemanha ... Outros foram detidos em campos de concentração ... Não é raro ver um padre no meio de gangues de trabalhadores que trabalham nos campos ... Alguns deles foram presos durante a noite em chiqueiros, barbaramente espancados e submetidos a outras torturas ... O Cônego Casimir Stepczynski ... foi forçado, junto aum judeu, a levar excremento humano ... o cura que desejava tomar o lugar do venerável sacerdote foi brutalmente espancado com um rifle— Trechos do relatório do Cardeal Hlond ao Vaticano.
O horário de funcionamento para igrejas que ainda mantinham seus sacerdotes foi restrito aos domingos, das 9 às 11 da manhã e os sermões deveriam ser pregados apenas em alemão. Hinos polacos foram proibidos. Crucifixos foram retirados das escolas e a instrução religiosa proibida. A Ação Católica foi banida e organizações de caridade católicas, como a São Vicente de Paulo, dissolvidas e os seus fundos confiscados. Santuários religiosos e estátuas em lugares públicos foram destruídos.
Na Arquidiocese de Poznań, Hlond informou que o clero estavam sendo submetido aos mesmos maus-tratos que em Gniezno e um número haviam sido mortos, deportados, presos ou estavam ausentes. Em Poznan, que servia como centro de organização das atividades da Igreja na Polônia, os nazistas suprimiram o Instituto Nacional da Ação Católica, a Associação Pontifícia para a Propagação da Fé, a Associação de Mulheres Católicas, e grupos de jovens católicos. Outros meios de comunicação e organizações de ensino católicas foram suprimidas. Os líderes da Ação Católica foram presos: Edward Potworowski, presidente da Associação da Juventude Católica foi publicamente executado na Praça de Gostyn, e a presidente da Associação de Meninas Católicas foi expulsa para a região central da Polônia. A Cúria foi tomada pela Gestapo e seus registros foram apreendidos. O palácio arquiepiscopal havia sido invadido e tomado por soldados e seus arquivos entregues à Gestapo. A Catedral de Poznań foi fechada e o seminário teológico convertido em uma escola de polícia. Jovens poloneses foram presos após a missa, e deportados para a Alemanha.
Na Diocese de Chełmno, que tinha sido incorporado ao Reich, Hlond relatou que a vida religiosa havia sido quase totalmente suprimida, e a antiga catedral foi fechada e transformada em uma garagem - sua famosa estátua de Maria foi derrubada, e a sua residência do bispo foi saqueada. Clérigos foram torturados e propriedades da igreja foram apreendidas. Apenas 20 de 650 sacerdotes permaneceram, o resto foi preso, deportado ou forçado ao trabalho, às vezes resultando em morte por fadiga:
[Na Diocese de Chełmno] Afirma-se que um grande número de padres foram fuzilados, mas nem o número nem os detalhes são conhecidos, pois as autoridades de ocupação mantêm um obstinado silêncio sobre o assunto ... Quase todas as igrejas foram fechadas e confiscadas pela Gestapo ... todas as cruzes e emblemas sagrados à beira da estrada foram destruídos ... 95% dos sacerdotes foram presos, expulsos ou humilhados diante dos olhos dos fiéis ... e os mais eminentes católicos executados.— Trechos do relatório do Cardeal August Hlond ao Vaticano.
Hlond relatou atrocidades  semelhantes nas Dioceses de Katowice, de Łódź e Włocławek, que também foram incorporadas ao Reich. Em suas observações finais para o Papa Pio XII, Hllond escreveu:
O hitlerismo visa a destruição sistemática e total da Igreja Católica nos ricos e férteis territórios da Polônia que foram incorporados ao Reich ... É sabido com certeza que 35 sacerdotes foram mortos, mas o número real de vítimas. indubitavelmente, chega a mais de cem ... Em muitos distritos a vida da Igreja foi completamente esmagada, o clero foi quase todo expulso; as igrejas católicas e os cemitérios estão nas mãos dos invasores ... o culto católico dificilmente existe ... Mosteiros e conventos foram metodicamente reprimidos ... [propriedades da Igreja] todas foram saqueadas pelos invasores.— Trechos do relatório do Cardeal Hlond ao Vaticano

## Clero polonês durante a ocupação
80% do clero católico e cinco bispos de Warthegau foram enviados para campos de concentração, em 1939; 108 deles são considerados mártires. Em torno de 1.5 milhões de poloneses foram transportados para o trabalho forçado na Alemanha. Tratados como racialmente inferiores, eles tinham que usar um "P" roxo costurado nas roupas - ter relações sexuais com poloneses era punível com a morte. Além do genocídio dos judeus poloneses, estima-se que entre 1.8 e 1.9 milhões de poloneses morreram durante a ocupação alemã e a guerra. Centenas de padres e freiras figuram entre os 5.000 poloneses católicos honrados por Israel por seu papel na salvação de judeus.
O professor universitário e Primaz da Polônia pós-guerra, Padre Stefan Wyszynski, foi condenado a deixar Włocławek por seu bispo, Michal Kozal e assim escapou do destino de Kozal e de quase 2.000 outros sacerdotes que morreram nos campos de Concentração Nazista.

### Padres de Dachau

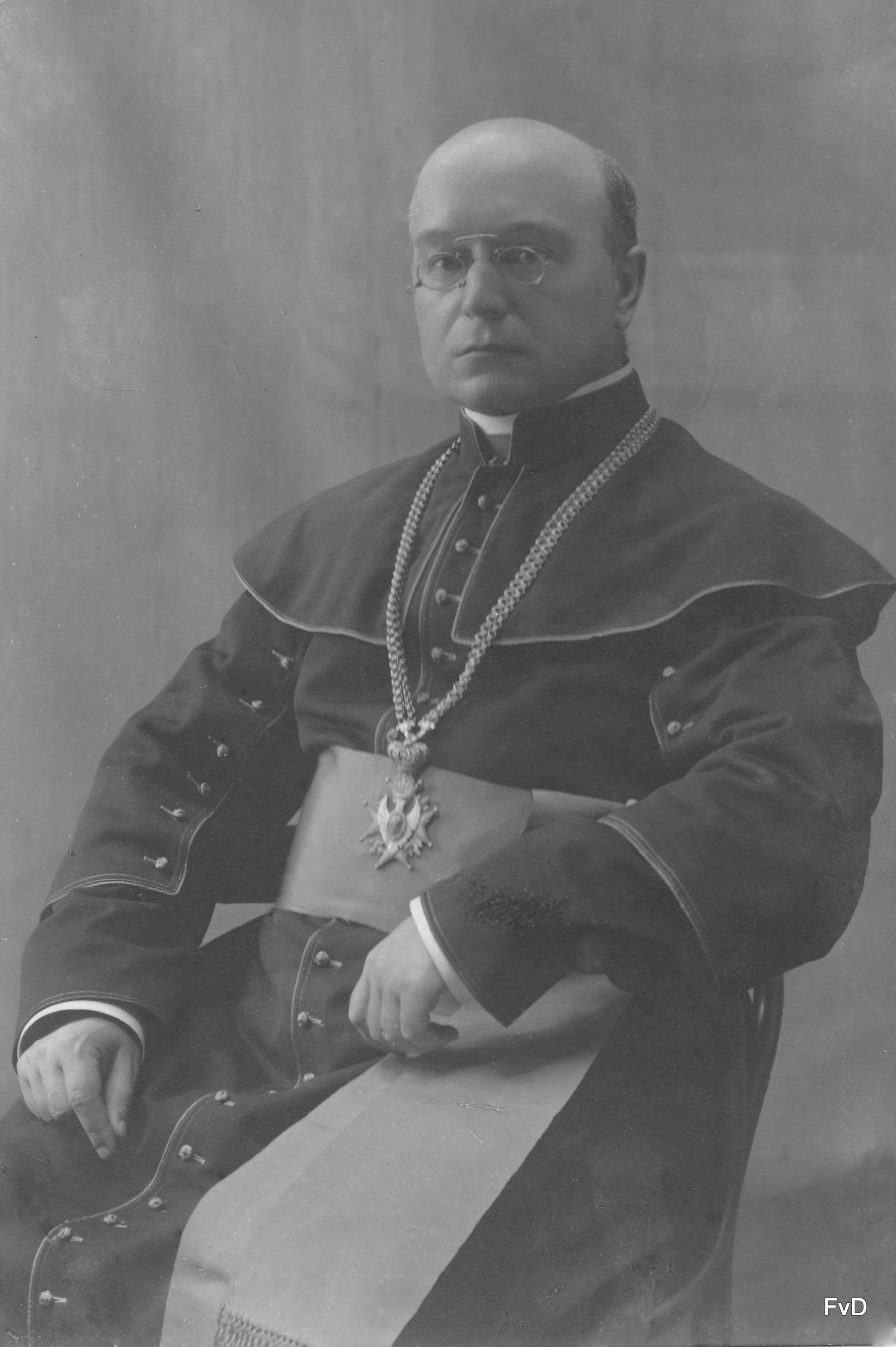
Antoni Zawistowski foi torturado e morreu no campo de concentração de Dachau, em 1942. 1.780 poloneses do clero foram enviados para o campo de concentração de Dachau, e muitos são lembrados entre os 108 mártires poloneses da II Guerra Mundial.

Dachau foi estabelecida em Março de 1933, como o primeiro campo de concentração nazista. Dachau foi principalmente um campo político, para onde cerca de 2.720 membros do clero (principalmente católicos) foram presos e os nazistas estabeleceram setores clericais para os opositores do regime nazista. De um total de 2.720 clérigos registrados como presos no campo de concentração de Dachau, 2.579 (ou 94,88%) eram católicos, e um total de 1.034 clérigos morreram no campo, com 132 "transferidos ou liquidados" durante esse tempo, embora no livro Dachau: A História Oficial 1933-1945, Paulo Berben observou que a investigação de 1966 de R. Schnabel Die Frommen in der Holle lista 2.771 detentos, com 692 clérigos listados como falecidos e 336 enviados em "cargas de inválidos"" e, portanto, presumivelmente mortos.
Os números totais são difícil de serem afirmados, dado que alguns clérigos não foram reconhecidos como tal pelas autoridades do campo, e alguns - especialmente poloneses - não gostavam de ser identificados como tal, temendo que seriam maltratados. Mas, de longe, o maior número de clérigos prisioneiros vieram da Polônia -  1.748 clérigos católicos poloneses, dos quais cerca de 868 morreram no campo. A partir de 1940, Dachau tornou-se o ponto de concentração para prisioneiros  clericais. Os padres eram postos nos blocos 26, 28 e 30, embora apenas temporariamente. O 26 tornou-se um bloco internacional e o 28 foi reservado para os poloneses - o grupo mais numeroso.
Os nazistas introduziram uma hierarquia racial - mantendo os padres poloneses em condições adversas, e favorecendo os alemães. 697 padres poloneses chegaram em dezembro de 1941, e mais de 500, principalmente idosos, foram levados em outubro do ano seguinte. Inadequadamente vestidos para o frio, deste grupo apenas 82 sobreviveram. Um grande número de sacerdotes  polacos foram escolhidos para experiências médicas nazistas. Em novembro de 1942, 20 receberom phlegmons, uma área localizada de inflamação aguda dos tecidos moles. 120 foram usados pelo Dr. Schilling para experiências com malária entre julho de 1942 e Maio de 1944. Vários poloneses encontraram a morte nos trens de inválido enviados para fora do campo, outros foram liquidados no campo e receberam atestados de óbito falsos. Alguns morreram por punições por pequenos delitos - espancados até a morte ou forçados a correr até a exaustão.
Padres poloneses não tinham permissão para realizar atividades religiosas. Prisioneiros anti-religiosos eram plantados em blocos poloneses para garantir que a regra não fosse quebrada, mas alguns encontraram maneiras de burlar a proibição: de forma clandestina, celebravam a missa no seus trabalhos. Em 1944, as condições relaxaram e os poloneses podiam realizar um serviço semanal. Eventualmente, eles foram autorizados a entrar na capela, com a esperança de vitória alemã acabando. A atividade religiosa fora da capela foi totalmente proibida. Pessoas que não eram do clero não tinham acesso à capela, e, escreveu Berben, o clero alemão temia que quebrar esta regra o faria perde a capela: "o clero no Bloco 26 observava essa regra de uma forma insensível que, naturalmente, levou à uma tempestade de protestos. Com os poloneses, no Bloco 28, foi diferente: todos os cristãos de qualquer nacionalidade eram recebidos como irmãos e convidados a participar das missas clandestinas de domingo, celebradas antes do amanhecer em condições que lembram as catacumbas".

## Resistência

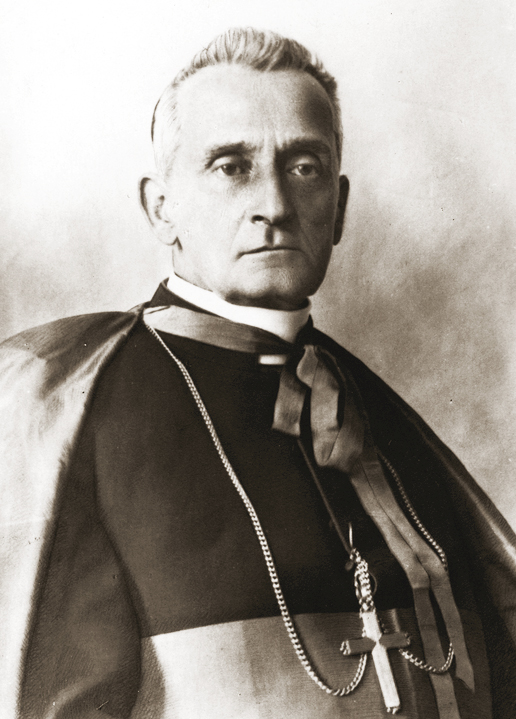
Adam Sapieha, Arcebispo de Cracóvia, tornou-se de fato a cabeça da igreja polonesa após a invasão e era uma figura principal da resistência polonesa.

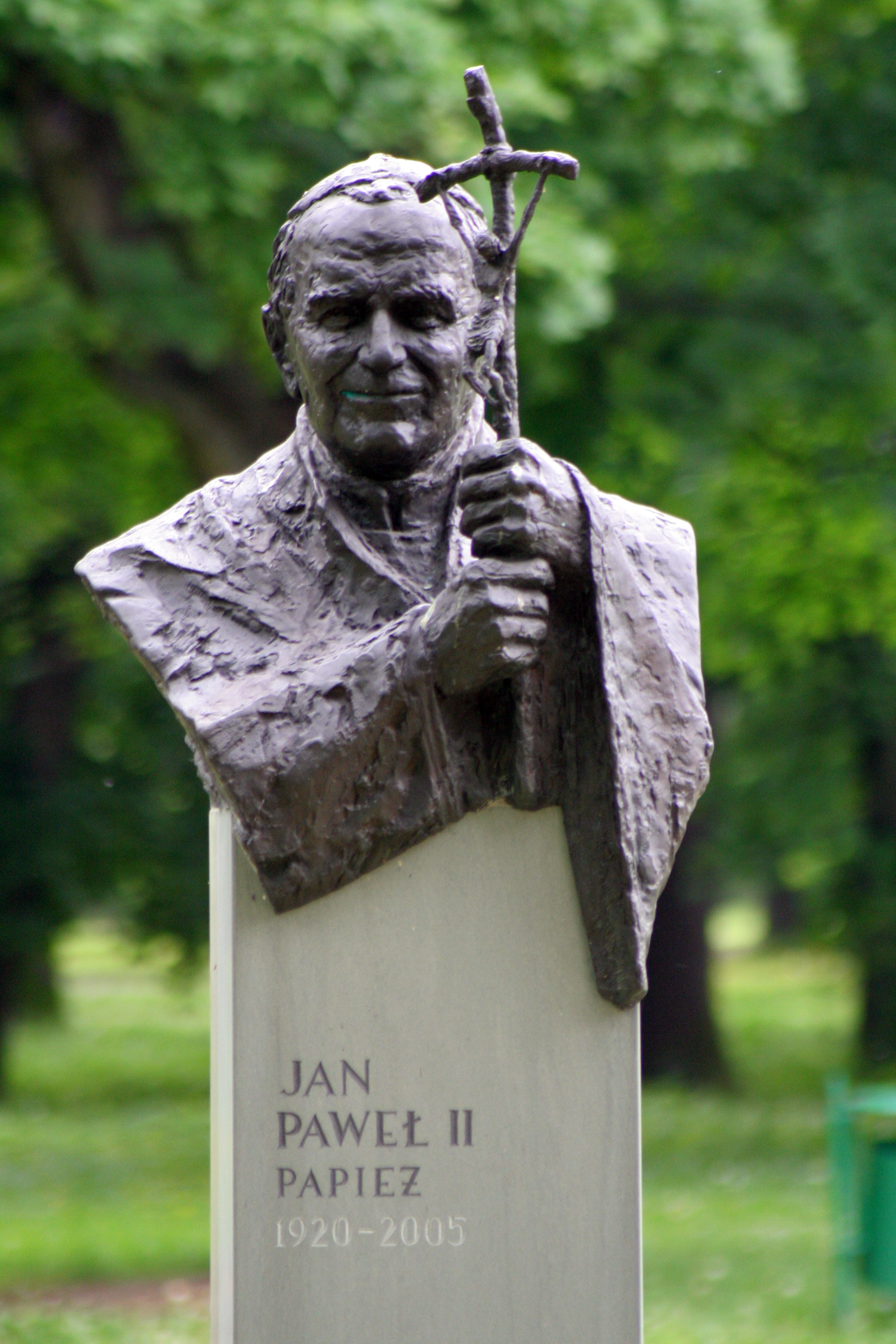
Memorial Papa João Paulo II, em Cracóvia. Como um jovem homem, João Paulo II tinha participado da resistência cultural à ocupação Nazista da Polônia.

Após a rendição polonesa, o Estado Secreto Polaco e o Armia Krajowa (Exército interno), leais ao governo polonês no exílio, resistiram à ocupação nazista. A posição da resistência polonesa se complicou muito após a invasão nazista da União Soviética e Stalin, que pretendia instalar um regime comunista pós-guerra no país, permitiu que a Revolta de Varsóvia fosse brutalmente reprimida pelos nazistas - resultando em 200.000 civis mortos - e os Aliados Ocidentais reconheceram o governo apoiado Moscou ao invés do governo legal da Polônia, que se exilou em Londres durante a guerra. No final da guerra, ocorreu a sovietização da Polônia.
A Exército interno polonês estava consciente de que o vínculo entre a moral e a prática religiosa, além da religião católica, era parte integral da resistência polaco, especialmente durante a Revolta de Varsóvia de 1944. Apesar da perseguição, os sacerdotes católicos pregavam espírito nacional e incentivavam a resistência em toda a Polônia, e a Resistência estava cheia de membros do clero. Milhares de poloneses foram honrados como Justos Entre as Nações por ajudar os judeus - que constituía o maior contingente nacional - e centenas de clérigos e freiras estavam envolvidos em ajudar os judeus durante a guerra.
Adam Sapieha, Arcebispo de Cracóvia, tornou-se de fato a cabeça da igreja polonesa após a invasão. Ele abertamente criticou o terror nazista. Saphieha tornou-se um símbolo da Resistência polaca e de orgulho, e desempenhou um papel importante no resgate de judeus. Ele abriu um seminário clandestino em um ato de resistência cultural. Entre os seminaristas, estava Karol Wojtyla, o futuro Papa João Paulo II. Wojtyla tinha sido um membro do Teatro Rapsódico, um grupo de resistência clandestino que procurava sustentar a cultura polonesa por meio de leituras de poesia proibidas e performances de teatro. Wladyslaw Bartoszewski, co-fundador do Zegota, tinha trabalhado com o movimento clandestino católico, a Frente para o Renascimento da Polônia, e foi preso em 1940, durante o expurgo nazista dos intelectuais, e enviado para Auschwitz. Libertados sete meses mais tarde após pressão da Cruz Vermelha internacional, Bartoszewski e Zegota salvaram milhares de Judeus.
A Polônia tinha uma grande população judaica, e de acordo com Davies, mais judeus foram tanto mortos quanto resgatados na Polônia do que em qualquer outro país: o número de resgates geralmente figura entre 100.000 a 150.000. A Polônia tinha a sua própria tradição de anti-semitismo. De acordo com Davies, como parte de seus esforços para reprimir potenciais adversários do regime, o estado comunista, que se estabeleceu na Polônia pós-guerra exagerou a presença de anti-semitismo no país, e, sistematicamente reprimiu católicos que se opuseram o Holocausto, como no "Caso de Zegota" de 1948-9. Centenas de padres e freiras estavam envolvidos em ajudar os judeus poloneses durante a guerra, apesar de que números precisos são difíceis de confirmar. Os mosteiros desempenharam um papel importante na proteção dos judeus. Matylda Getter, madre superiora das Irmãs Franciscanas da Família de Maria, escondeu muitos filhos em seu convento de Pludy. Em Kolonia Wilenska, a Irmã Anna Borkowska escondeu os homens judeus clandestinos do gueto de Vilnius. A partir de 1941, esta ajuda era punida com a pena de morte. Vários bispos prestaram auxílio aos judeus poloneses, especialmente Karol Niemira, o Bispo de Pinsk, que colaborou com a organização clandestina do gueto judeu e a abrigava judeus na residência do Arcebispo.
Quando a Inteligência do AK descobriu o verdadeiro destino dos transportes que saiam do gueto judeu, o Conselho de Auxílio dos Judeus - Rada Pomocy Żydom (de codinome Zegota), foi estabelecido no final de 1942, em cooperação com grupos da igreja. A organização salvou milhares. A ênfase foi colocada na proteção de crianças, dado que era quase impossível intervir diretamente contra os transportes fortemente vigiados. Documentos falsos eram preparados, e as crianças eram distribuídas entre as casas e as igrejas da rede. Crianças judias eram muitas vezes colocadas nos orfanatos das igreja e conventos.
O fervor religioso católico foi um fator importante na Revolta de Varsóvia de 1944. O general Antoni Chruściel emitiu instruções sobre como as tropas da linha de frente poderiam continuar a orar, recitar o rosário e oferecer confissão, e que festas religiosas seriam comemoradas. Igrejas foram destruídas, mas as congregações não foram detidas. As ordens religiosas, especialmente das freiras, dedicavam-se à oração para a Revolta. Clérigos estavam envolvidos em muitos níveis - como capelães em unidades militares, ou atendendo o número crescente de feridos e moribundos. "Freiras das diversas ordens", escreveu Davies, "agiram como irmãs da misericórdia e ganharam elogios gerais. A mortalidade entre elas era maior do que entre a maioria das categorias de civis. Quando capturadas pela SS, eles despertaram uma fúria especial, o que, freqüentemente, terminava em estupro ou carnificina". De acordo com Davies, a religião católica era parte integrante da luta:
Entre as centenas de capelães que faziam parte do Exército Nacional, estava Stefan Wyszyński, que mais tarde serviu como Cardeal Primaz da Polônia, na era comunista. As comunidades religiosas, em geral, mantiveram-se durante a Revolta, convertendo suas criptas e caves em abrigos contra bombas e hospitais, e envolvendo-se no trabalho social. O Convento Enclausurado das Irmãs Beneditinas da Eterna Adoração subverteram séculos de proibição de visitantes do sexo masculino para servir como uma base estratégica para o Exército Nacional e abriu suas portas para refugiados, que foram receberam cuidados médios e alimentos das irmãs. A prioresa recebeu um ultimato dos alemães, mas recusou-se a sair, com medo de afetar a moral do convento. Davies escreveu que as irmãs começavam suas orações da noite reunindo-se em torno do tabernáculo, rodeadas por milhares de pessoas, enquanto aviões alemães sobrevoavam e "a igreja colapsou em uma estrondosa explosão... as equipes de resgate escavaram para salvar vidas... um muito diminuído coral do convento cantava para incentivá-los. Ao amanhecer de um punhado de freiras... faleceram. Linhas de rebeldes as saudaram. E as armas alemãs reabriram fogo."

## Mártires
A igreja polonesa honra 108 Mártires da II Guerra Mundial, incluindo as 11 de Irmãs da Sagrada Família de Nazaré assassinadas pela Gestapo em 1943 e conhecidas como as Abençoadas Mártires de Nowogródek. A igreja polonesa abriu o processo de beatificação de Józef e Wiktoria Ulma em 2003. O casal e sua família foram assassinados por abrigar judeus. Eles foram beatificados em 10 de setembro de 2023.
Entre os mais reverenciados mártires  polonês foi o Santo Franciscano Maximillian Kolbe, que morreu em Auschwitz-Birkenau, tendo oferecido, sua própria vida para salvar um companheiro prisioneiro que tinha sido condenado à morte pelas autoridades do campo. A célula em que ele morreu é agora um santuário. Durante a Guerra, ele forneceu abrigo para refugiados, incluindo 2.000 Judeus, que ele escondeu em seu convento em Niepokalanów.

## O papa Pio XII
A fidelidade polonesa ao papado deu a sua situação uma dimensão internacional, da qual tanto as forças ocupantes nazistas e soviéticas estavam cientes. Na Polônia, a Igreja estava muito bem organizada, e o clero era respeitado. Garlinski escreveu que "o vínculo mil anos da igreja polonesa com Roma a permitiu ganhar alguma proteção. O Reich alemão continha 30 milhões de Católicos, que reconheciam a autoridade do Papa ... e cada [governante alemão] teve de levar em conta isso, ainda que se opusesse fortemente a Roma." O Papa Pio XII sucedeu Pio XI, em Março de 1939, na véspera da II Guerra Mundial. O novo Papa enfrentou a política externa agressiva do nazismo, e a percepção de uma ameaça para a Europa e para a Igreja  vinda do comunismo soviético, que pregava o ateísmo - "cada sistema atacava a religião, negava a liberdade e a vitória de qualquer um seria uma derrota para a Igreja", escreveu Garlinski. Pio XII pressionou os líderes mundiais para evitar a guerra e, em seguida, tentou negociar a paz, mas foi ignorado pelos beligerantes, e a Alemanha e a Rússia começaram a tratar a Polônia católica como sua colônia. Em sua primeira encíclica Summi Pontificatus , de 20 de outubro de 1939, Pio respondeu à invasão da Polônia. A encíclica atacava a guerra de Hitler como "anticristã" e ofereceu estas palavras para a Polônia:
[Esta é uma] "Hora das Trevas" ... na qual o espírito de violência e de discórdia traz sofrimento indescritível à humanidade ... As nações arrastadas para o trágico redemoinho da guerra talvez ainda estejam apenas no "início das tristezas". "... mas mesmo agora reina em milhares de famílias morte e desolação, lamentação e miséria. O sangue de incontáveis seres humanos, até mesmo não-combatentes, suscita uma lamentável pungência sobre uma nação como Nossa querida Polônia, que, por sua fidelidade à Igreja, por seus serviços na defesa da civilização cristã, escrita em caracteres indeléveis nos anais de história, tem direito à generosa e fraterna simpatia de todo o mundo, enquanto aguarda, contando com a poderosa intercessão de Maria Auxiliadora, a hora de uma ressurreição em harmonia com os princípios da justiça e da verdadeira paz.— Summi Pontificatus - Papa Pio XII, outubro de 1939
O núncio papal para a Polônia, Fillippo Cortesi havia abandonado Varsóvia, juntamente com os outros corpos diplomáticos após a invasão, e o núncio apostólico na Alemanha, Cesare Orsenigo, assumiu a função de relatar a situação dos territórios anexados à Alemanha -, mas seu papel de proteger a Igreja na Polônia entrava em conflito com o seu papel de facilitar um melhor relacionamento com o governo alemão, e com suas próprias simpatias fascistas. No entanto, existiam outros canais para as comunicações, incluindo o primaz polonês Cardeal Hlond. A Santa sé recusou pedidos alemães para preencher os bispados de territórios anexados com bispos alemães, alegando que não iria reconhecer as novas fronteiras até que um tratado de paz fosse assinado.
Em abril de 1940, a Santa sé, avisou o governo de Franklin D. Roosevelt que todos os seus esforços para entregar ajuda humanitária foram bloqueados pelos alemães, e que, portanto, estava procurando um canal de assistência através de rotas indiretas, como a "Comissão para o socorro polonês" dos EUA. Em 1942, a  Conferência Nacional do Bem-Estar Católico americana informou que "enquanto os relatórios do Cardeal Hlond inundavam o Vaticano, o Papa Pio XII protestou contra as enormidades que eles contavam com incansável vigor". A Conferência observou a Encíclica papal de 28 de outubro  e informou que Pio abordou o clero polonês em 30 de setembro de 1939, falando de "uma visão de de terror louco e sombrio desespero" e dizendo que esperava que, apesar de o trabalho dos "inimigos de Deus", a vida católica sobrevivesse na Polônia. Em um comunicado de Véspera de Natal endereçado ao Colégio dos Cardeais, o papa condenou as atrocidades "até mesmo contra não-combatentes, refugiados, pessoas idosas, mulheres e crianças, e o desprezo da dignidade humana, da liberdade e da vida humana", que ocorreram na guerra polonesa como "atos que rogam pela vingança de Deus".
O Vaticano usou a sua imprensa e rádio para expor ao mundo o terror dos polacos, em janeiro de 1940. Em 16 e 17 de novembro de 1940, a Rádio Vaticano disse que a vida religiosa para os católicos na Polônia era brutalmente restrita e que, pelo menos, 400 membros do clero tinha sido deportado para a Alemanha nos últimos quatro meses:
As Associações Católicas no Governo Geral também foram dissolvidas, as instituições educacionais católicas foram fechadas e professores e professores católicos foram reduzidos a um estado de extrema necessidade ou foram enviados para campos de concentração. A imprensa católica ficou impotente. Na parte incorporada ao Reich, e especialmente em Posnania, os representantes dos padres e ordens católicos foram fechados em campos de concentração. Em outras dioceses, os sacerdotes foram colocados na prisão. Áreas inteiras do país foram privadas de todos os ministérios espirituais e os seminários da igreja foram dispersos.— Rádio Vaticano, novembro de 1940
Na Pomerânia, o gauleiter Albert Forster permitiu sacerdotes alemães, e acreditava que os poloneses poderiam ser germanizados. No entanto, sob políticas excepcionalmente agressivas de Arthur Greiser, o gauleiter da região de Warta, católicos alemães e igrejas protestantes sofreram uma campanha para erradicar a igreja polonesa, fazendo com que o chefe da Conferência Alemã de Bispos pedisse assistência ao Papa, recebendo uma resposta cautelosa de Pio. Embora Pio tinha assistido com a elaboração da encíclica antinazista Mit brennender Sorge, que se manteve durante a guerra, ele não repetiu-a durante a guerra, e, escreveu Garlinski, o papa estava consciente de que a expansão de Hitler expansão deixou 150 milhões de católicos sob o controle do Terceiro Reich, e de que as condições para os católicos fora da Polônia poderiam ser afetadas por seus pronunciamentos. Esta "postura contida e fundamentada", escreveu Garlinski, embora justificada, a longo prazo, "não atendeu os poloneses" que esperava uma linguagem mais incisiva contra os nazistas, Ainda, escreveu Garlinski:
Os laços seculares que ligavam a Polônia a Roma enfraqueceram a força da ocupação. O papel da Igreja na luta pela sobrevivência e pela alma da nação era muito grande e era evidente em quase todas as áreas da vida nacional. Apesar das perdas e retrocessos, a rede de paróquias cobriu todo o país e no seu ministério trouxe confiança e esperança. Apesar do risco pessoal, os sacerdotes usavam seus púlpitos para manter o espírito nacional e encorajavam a resistência, os bispados eram um sinal visível da existência de uma organização, embora não governamental e o movimento de resistência estava cheio de clero em todos os tipos de posições ... [...] a Igreja Católica emergiu da guerra vitoriosa, espiritualmente fortalecida, interiormente endurecida pelas suas perdas, cercada pelo respeito universal e pronta para novos e difíceis dias pela frente.— Extrato de "Polônia e a Segunda Guerra Mundial" de Jozef Garlinski; 1985